# Tröllakirkja (bergstopp)
Tröllakirkja är en bergstopp i republiken Island. Den ligger i regionen Norðurland vestra, 190 km nordost om huvudstaden Reykjavík. Toppen på Tröllakirkja är 1 000 meter över havet, eller 53 meter över den omgivande terrängen. Bredden vid basen är 1,0 km.
Trakten runt Tröllakirkja är nära nog obefolkad, med mindre än två invånare per kvadratkilometer. Närmaste större samhälle är Sauðárkrókur, omkring 16 kilometer nordost om Tröllakirkja. Trakten runt Tröllakirkja består i huvudsak av gräsmarker.